# Jill Valentine
Jill Valentine is een personage in de Resident Evil-serie van computerspellen ontwikkeld door Capcom. Het personage is in 1996 bedacht door Shinji Mikami.
Valentine werd het hoofdpersonage in de Resident Evil-serie en verscheen daarnaast ook in aanverwante boeken, merchandise en filmserie.

## Personage
Jill Valentine verscheen voor het eerst in het spel Resident Evil in 1996, en is het eerste vrouwelijke speelbare personage in het survival horrorgenre.
Het uiterlijk van Valentine is meerdere keren gewijzigd in de spelserie. In de remake van het oorspronkelijke spel werd haar uiterlijk gebaseerd op cosplayer Julia Voth.
Ze werd door diverse media genoemd als het gezicht van Resident Evil en een van de meest bekende en iconische computerspelpersonages.
In de film Resident Evil: Welcome to Raccoon City uit 2021 werd Jill Valentine gespeeld door Hannah John-Kamen.

## In andere spellen
Jill Valentine verscheen ook in andere spellen als speelbaar personage, zoals in Marvel vs. Capcom en Project X Zone.